# Battle Hymn
Battle Hymn jest heavymetalową piosenką amerykańskiego zespołu Manowar. Napisali ją gitarzysta Ross Friedman oraz basista Joey DeMaio.

## O piosence
Pierwszy raz pojawiła się na demie zespołu z 1981 roku. Tamta wersja trwała 06:23. Następnie pojawiła się na pierwszym albumie długogrającym grupy, "Battle Hymns" z 1982 roku. Wersja albumowa trwała 06:57, czyli 34 sekundy więcej, aczkolwiek tekst nie uległ zmianie. Potem pojawiła się jeszcze na kilku kompilacjach. W 2005 roku podczas Earthshaker Fest piosenka została wykonana przez ośmiu, byłych i obecnych, członków zespołu. Byli to: Joey DeMaio, Karl Logan, Eric Adams, Scott Columbus (obecni członkowie) oraz gitarzyści David Shankle, Ross Friedman i perkusiści Kenny Earl "Rhino" Edwards, Donnie Hamzik (byli członkowie). Jednak pierwszym perkusistą zespołu i pierwszym, który zagrał tę piosenkę (na demie) był Carl Canedy. Był on w zespole w latach 1980-1981, odszedł przed wydaniem debiutu. Utwór ten, przez wielu fanów zespołu i heavy metalu, uznawany jest za jedno z najlepszych dzieł kapeli, bardzo często kończy jej koncerty.

## Opis
Piosenka opowiada o średniowiecznej bitwie. Na początku piosenki jest delikatne intro, które następnie przechodzi w heavymetalową piosenkę. Między zwrotkami (są 4) pojawia się charakterystyczny refren- wykrzykiwane osiem razy słowo "kill" (wyjątek: między trzecią i czwartą zwrotką- "victory"). Po każdych dwóch powtórzeniach wchodzi chór. Trzecia zwrotka jest recytowana. Czwarta składa się z ostatniego wersu drugiej zwrotki (śpiewanego falsetem)i pierwszego pierwszej (śpiewanego normalnym głosem).

## Wydawnictwa zawierające piosenkę
- "Demo '81" (1981)
- "Battle Hymns" (1982)
- "Anthalogy" (1997)
- "The Kingdom Of Steel" (1998)

## Covery
Zespół Majesty wykonał cover tej piosenki na płytę "Revenge - The Triumph Of... Tribute To Manowar" oraz jako bonusową piosenkę na albumie "Reign In Glory". Nie jest to jednak to samo nagranie (pierwsze trwa 7:32, drugie 7:10). Inna heavymetalowa grupa muzyczna, Judas Priest zamieściła na płycie "Painkiller" utwór o takim samym tytule, jednak nie jest to cover. Tytuł piosenki czasem mylony jest z tytułem albumu ("Battle Hymns").